# خورخي زاريت
خورخي زاريت (بالإسبانية: Jorge Zárate) هو لاعب كرة قدم مكسيكي، ولد في 20 يناير 1992 في مدينة سان لويس بوتوسي في المكسيك. لعب مع نادي أطلس ونادي بويبلا ونادي تشياباس.

## وصلات خارجية
- خورخي زاريت على موقع قاعدة بيانات كرة القدم.إي يو (الإنجليزية)
- خورخي زاريت على موقع Soccerway.com (الإنجليزية)
- خورخي زاريت على موقع AS.com (الإسبانية)